# Klubiwka (Schepetiwka)
Klubiwka (ukrainisch Клубівка; russisch Клубовка Klubowka, polnisch Kłębówka) ist ein Dorf im Norden der ukrainischen Oblast Chmelnyzkyj mit etwa 2000 Einwohnern (2001).

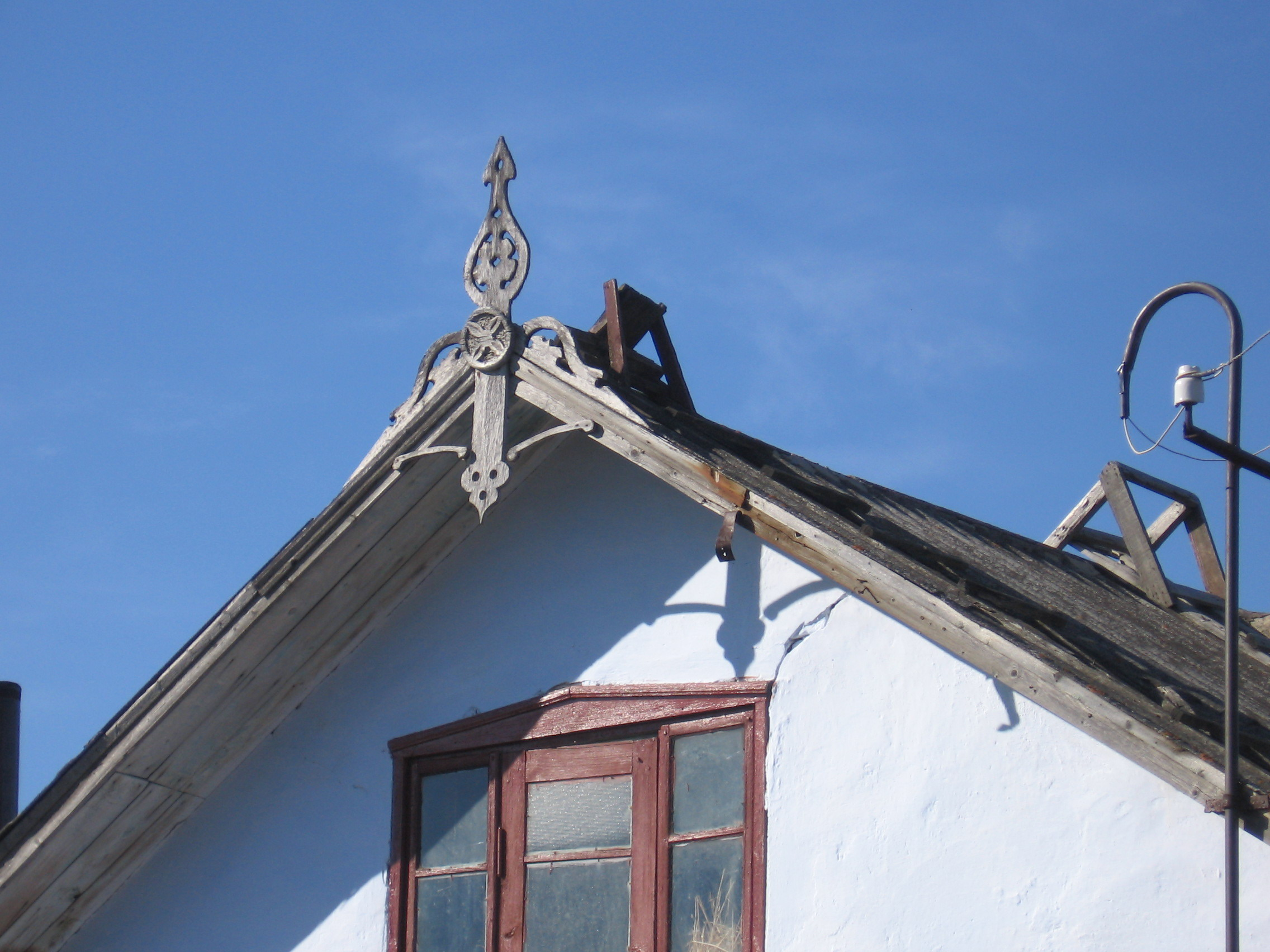
Dachzierde in Klubiwka

Das erstmals 1744 schriftlich erwähnte Dorf liegt am Ufer der Horyn, 9 km südwestlich vom Rajonzentrum Isjaslaw und 105 km nördlich vom Oblastzentrum Chmelnyzkyj. In Klubiwka befindet sich die ältesten Zuckerfabrik der Oblast.
Am 12. Juni 2020 wurde das Dorf ein Teil der neugegründeten Stadtgemeinde Isjaslaw, bis dahin bildete es zusammen mit den Dörfern Rewucha (Ревуха) und Waskiwzi (Васьківці) die gleichnamige Landratsgemeinde Klubiwka (Клубівська сільська рада/Klubiwska silska rada) im Zentrum des Rajons Isjaslaw.
Am 17. Juli 2020 kam es im Zuge einer großen Rajonsreform zum Anschluss des Rajonsgebietes an den Rajon Schepetiwka.

## Söhne und Töchter der Ortschaft
- Heorhij Kirpa (1946–2004), ukrainischer Politiker und Minister